# Briceño, Boyacá
Briceño là một thị xã và đô thị ở  Departamento Boyacá, thuộc phân vùng Western Boyacá, Colombia.